# Jessica Depauli
Jessica Depauli est une skieuse alpine autrichienne, née le 4 septembre 1991.

## Biographie
Sa carrière commence lors de la saison 2006-2007. Elle débute en Coupe d'Europe en février 2009.
En 2010, elle remporte deux médailles aux Championnats du monde junior, l'argent en descente et le bronze en combiné.
Elle débute en Coupe du monde en novembre 2010. Elle enchaine ensuite avec plusieurs victoires en Coupe d'Europe qui l'amènent à gagner le classement général de la compétition. Elle devient aussi championne du monde junior de la descente et remporte deux titres de championne d'Autriche.
En mars 2013, lors de sa dernière apparition en Coupe du monde, elle est 18e d'un slalom disputé à Ofterschwang, son meilleur résultat dans l'élite. En effet, elle prend la décision d'arrêter sa carrière sportive quelques mois plus tard.